# Carlos Galleguillos
Carlos Galleguillos (1 de enero de 1987) es un futbolista chileno. Jugaba como defensa, actualmente está retirado. 

## Clubes
| Club            | País  | Año         |
| --------------- | ----- | ----------- |
| Union Temuco    | Chile | 2009 − 2011 |
| Lota Schwager   | Chile | 2012        |
| Deportes Temuco | Chile | 2013        |

- Datos: Q5750409